# Dieter Schwarz Stiftung

Logo der Stiftung

Die Dieter Schwarz Stiftung gGmbH ist über die Schwarz Beteiligungs GmbH Muttergesellschaft der Unternehmen Lidl und Kaufland.

Die Dieter Schwarz Stiftung ist eine gemeinnützige GmbH, die sich mittels der Schwarz Beteiligungs GmbH aus Ausschüttungen der beiden Unternehmen Lidl Stiftung und Kaufland Stiftung (beide Teil der Schwarz-Gruppe) finanziert. Beide haben ihren Sitz in Neckarsulm. Ihr Tätigkeitsschwerpunkt liegt im benachbarten Heilbronn. Geschäftsführer der gGmbH sind der ehemalige Präsident der Dualen Hochschule Baden-Württemberg Reinhold R. Geilsdörfer, Gunther Friedl und Bärbel G. Renner. Vorsitzender der Gesellschafterversammlung ist der ehemalige Rektor der Universität Mannheim und ehemalige Wissenschaftsminister Baden-Württembergs Peter Frankenberg.

## Geschichte
Im November 1999 gründete Dieter Schwarz die nach ihm benannte Stiftung unter anderem zur Stärkung der „Leistungsfähigkeit der Bürger“ durch Bildungsmaßnahmen und zur Förderung der „Elitebildung“. Am 1. Juli 2002 entsteht aus dem Weiterbildungszentrum der IHK und unter Geschäftsführer Harald Augenstein die "Akademie für Information und Management Heilbronn-Franken" (aim) mit Sitz in der Ferdinand-Braun-Straße in Heilbronn. Die Ziele: Die Ausbildungs- und Studierfähigkeit Jugendlicher zu verbessern und den Wiedereinstieg nach der Familienphase für Eltern zu erleichtern und zu unterstützen. Die aim wird von Beginn an von der Dieter Schwarz Stiftung getragen, sodass diese Maßnahmen weitgehend unentgeltlich angeboten werden konnten. 2003 wurde das Stiftungsvermögen mit drei Mio. Euro beziffert, 2005 wurde von Spenden in Höhe von fünf Mio. Euro jährlich berichtet. Geschäftszweck ist „die Förderung von Bildung und Erziehung, insbesondere durch Angebote der Aus- und Weiterbildung für Kindertagesstätten und Schulen, die Förderung neuer Lehr- und Lernmethoden sowie durch Begeisterung der Jugend für Technik und Naturwissenschaften“. Ferner unterstützt die Organisation „die Förderung von Wissenschaft und Forschung an Hochschulen, insbesondere durch Stiftungsprofessuren und die Finanzierung einer privaten Hochschule für Unternehmensführung“.

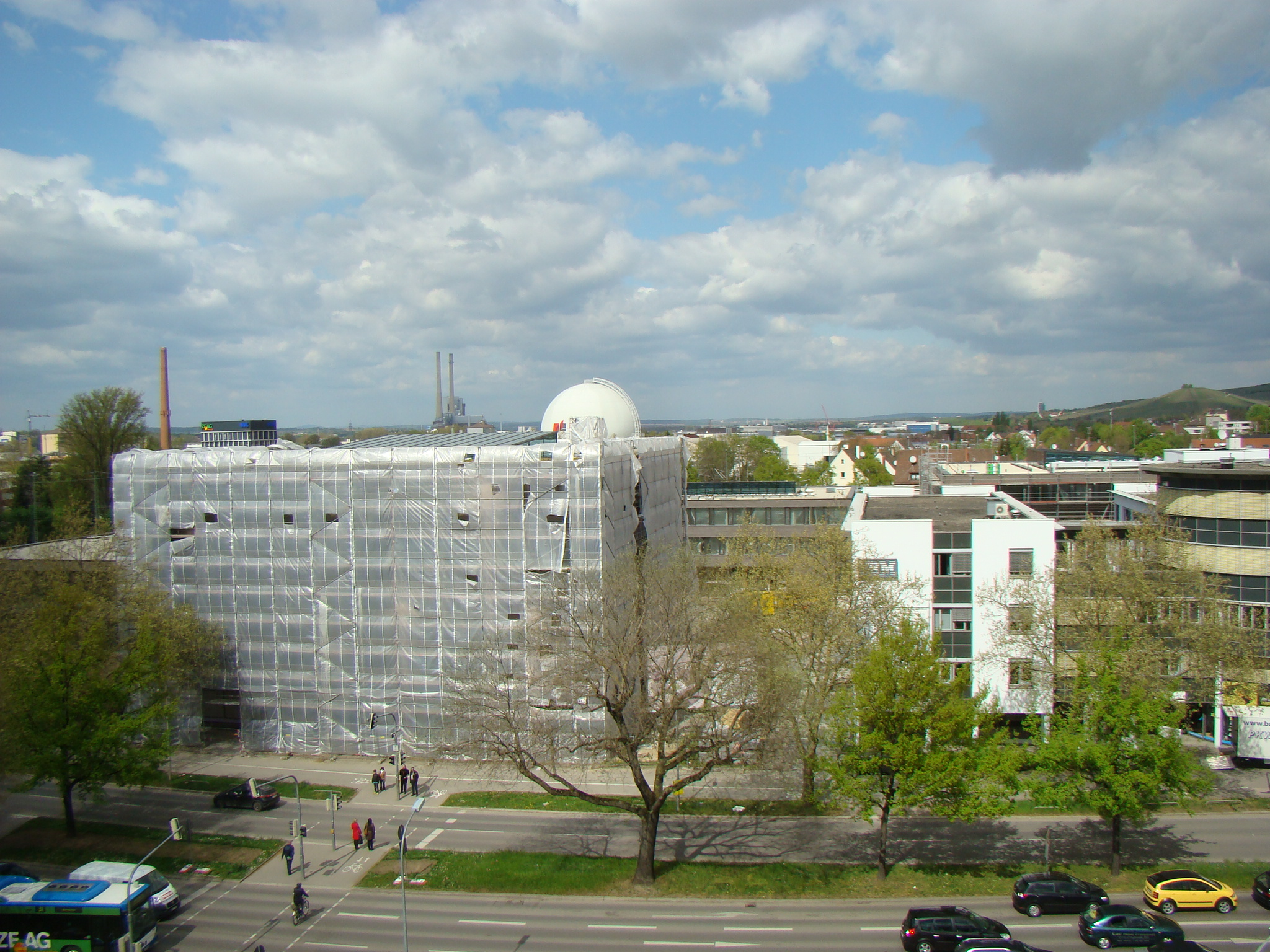
Bildungscampus Heilbronn im Bau, April 2011

Anfangs wurden neun Stiftungsprofessuren in Heilbronn, Reutlingen, Mannheim, Bruchsal, Halle (Saale) und Leipzig in den Fachbereichen elektronischer Handel und elektronische Verwaltung sowie Wirtschaftsethik. Mit einer Spende von 510.000 Euro trug die Stiftung ein Drittel der Sanierungskosten des Wahrzeichens Heilbronns, des Turms der Kilianskirche.
Im Land Brandenburg förderte die Stiftung von April 2005 bis März 2008 ein Projekt mit dem Namen ZACK (Zukunft-Ausbildung-Competenz-Karriere), in dem sich einige regionale Bildungsträger des Landes für die Integration von Jugendlichen in eine vorrangig betriebliche Ausbildung engagierten.
Im Oktober 2011 eröffnete der von der Dieter Schwarz Stiftung finanzierte Bildungscampus Heilbronn, auf dessen Gelände sich damals die German Graduate School of Management and Law, eine Außenstelle der Dualen Hochschule Baden-Württemberg Mosbach und die Akademie für Innovative Bildung und Management (aim) befanden. Knapp ein Jahr nach Eröffnung wurden bereits umfangreiche und größtenteils von der Stiftung finanzierte Erweiterungspläne zur Aufnahme des bislang in Bad Mergentheim angesiedelten Studiengangs BWL-Food Management im Lauf des Jahres 2013 vorgestellt. Innerhalb von zehn Jahren ist der Bildungscampus stetig gewachsen und ist mittlerweile Heimat von Forschungseinrichtungen, Hochschulen und diversen Möglichkeiten der beruflichen Weiterbildung. Die Experimenta soll 2014 mit Mitteln der Stiftung auch um einen Neubau erweitert werden.
Im Oktober 2012 werden die Weichen zur Erweiterung des Bildungscampus in zwei Bauabschnitten gestellt. Am 1. Juli 2014 wird die Außenstelle der DHBW Mosbach eigenständiger Standort DHBW Heilbronn und jüngstes Mitglied unter dem Dach der DHBW-Standorte. Im Oktober 2014 startet daraufhin das Center for Advanced Studies (CAS), eine Institution der DHBW, die Master-Angebote bündelt. Am 30. September 2015 wird der Bildungscampus II mit zwei Neubauten eingeweiht. Am 25. Oktober 2016 wird der dritte Bauabschnitt des Bildungscampus eröffnet. 
Im Juni 2017 veröffentlicht die Dieter Schwarz Stiftung den Beschluss über die Ansiedlung eines Standorts der Technischen Universität München (TUM) und ihrer TUM School of Management in Heilbronn. Die ersten beiden Studiengänge starten bereits ein Jahr später, im Oktober 2018. Seit Anfang 2018 zählt die Josef-Schwarz-Schule zum Förderportfolio der Stiftung. Im April 2021 eröffnet die Josef-Schwarz-Schule einen weiteren Standort in Heilbronn. Am 25. September 2018 wird das Entrepreneurship- und Innovationszentrum Campus Founders gGmbH von der Dieter Schwarz Stiftung ins Leben gerufen. Die Campus Founders gGmbH möchte schwerpunktmäßig Studierende für unternehmerisches Denken begeistern und die Lust auf eigene Existenzgründungen wecken. Im Herbst 2019 startet auf dem Bildungscampus eine moderne, praxisorientierte und international ausgerichtete Institution mit ihrem Ausbildungsprogramm – die Erzieherakademie Heilbronn. Mit der Gründung der Fachschule für Sozialpädagogik wird ein neues Angebot für angehende Erzieherinnen und Erzieher geschaffen. Im Oktober 2019 wird der Bildungscampus Nord feierlich eingeweiht, der zwei neue Gebäude für die Hochschule Heilbronn, eine gemeinsame Bibliothek für alle Hochschulen und eine neue unterirdische Mensa beherbergt.
Seit Juli 2020 beteiligt sich die Dieter Schwarz Stiftung institutionell an der Grundfinanzierung der Stiftung „Haus der kleinen Forscher“ (heute Stiftung „Kinder forschen“) und unterstützt die strategische Weiterentwicklung von deren Angebot. Die Programmierschule 42 eröffnet mit Unterstützung der Dieter Schwarz Stiftung im Juni 2021 den ersten deutschen Standort in Heilbronn. In Zusammenarbeit mit der Stadt Heilbronn gewinnt die Dieter Schwarz Stiftung im Juli 2021 den Standortwettbewerb für den Innovationspark Künstliche Intelligenz (IPAI). 
Im Juli 2022 gibt die Stiftung bekannt den Bildungscampus in Heilbronn auszubauen. Der Spatenstich auf dem neuen Gelände fand am 5. Mai 2025 statt. 

## Aktivitäten

### Aktuell
- Bildungscampus Heilbronn:
  - Akademie für Innovative Bildung und Management Heilbronn-Franken gemeinnützige GmbH (aim)
  - Hochschule Heilbronn Campus
  - Duale Hochschule Baden-Württemberg Campus Heilbronn
  - TUM (TU München) Campus Heilbronn
  - Erzieherakademie
  - Programmierschule 42
  - Campus Founders
  - Ferdinand-Steinbeis-Institut FSTI
  - Fraunhofer IAO und Fraunhofer ISI
  - Innovationspark Künstliche Intelligenz (IPAI)[12]
- Experimenta Heilbronn[13]
- Professuren an der ETH Zürich[14]

### Ehemalig
- Dieter Schwarz Stiftungslehrstuhl für allgemeine Betriebswirtschaftslehre, E-Business und E-Government – Universität Mannheim
- Stiftungsgastprofessur Dieter Schwarz Foundation Visiting Professor of International Retail Management – Universität Mannheim
- Stiftungsprofessur für Distributionslogistik und Warenwirtschaft – Duale Hochschule Baden-Württemberg Mosbach
- Stiftungsprofessur für Handel und Führung – Duale Hochschule Baden-Württemberg Mosbach
- Stiftungslehrstuhl für Konstruktionslehre – Hochschule Heilbronn
- Stiftungsprofessur für Internationaler Handel und E-Commerce – Hochschule Reutlingen
- Lehrstuhl für Wirtschaftsinformatik des E-Business – Handelshochschule Leipzig
- Lehrstuhl für Wirtschaftsethik – Martin-Luther-Universität Halle-Wittenberg
- International University in Germany, Bruchsal (Hochschule wegen Insolvenz geschlossen)
- German Graduate School of Management and Law

## Kritik
Das Engagement im Hochschulbereich wird auch hinsichtlich möglicher Einflussnahme auf die Hochschulpolitik im Land Baden-Württemberg kritisch gesehen. Die geplante Ansiedlung einer Außenstelle der bayerischen TU München im baden-württembergischen Heilbronn war auch Gegenstand politischer Diskussionen im baden-württembergischen Landtag.
Ebenfalls nicht unumstritten ist der Geschäftsführer Reinhold Geilsdörfer: Er war als amtierender Präsident der DHBW bereits für die Organisation tätig. Im Zusammenhang mit der Ansiedlung der DHBW in Heilbronn musste sich Geilsdörfer auch dem Vorwurf der Vorteilsannahme zu Gunsten der Dieter Schwarz Stiftung GmbH auseinandersetzen. Dieser Vorwurf wurde von der Staatsanwaltschaft Heilbronn komplett zurückgewiesen, nachdem der Vorwurf auch schon von der Staatsanwaltschaft Stuttgart vollständig entkräftet worden war. Rechtliche Schritte gegen den Anzeigensteller behielt sich Geilsdörfer vor.